# Потье де Новьон, Никола
Никола Потье́ де Новьо́н (1618—1693) — французский политик.
Представитель 5-го поколения семьи французских государственных деятелей, сын Андре Потье де Новьона (?-1645), внук Никола (1541—1635).
Член Французской академии, советник, затем президент парижского парламента. Выступил против Мазарини и двора во время Фронды; был арестован, но по освобождении присоединился к членам парламента, требовавшим капитальных реформ в государстве, и высказался за применение постановления 1617 г., осуждавшего на смертную казнь каждого иностранца, ставшего во главе министерства. Позже, однако, примирился с Мазарини и стал гонителем своих прежних друзей.
Получив место первого президента парламента (1678), злоупотреблял своей властью; бесчисленные жалобы на него вынудили его подать в отставку (1689).